# Bernardo Gago
Bernardo Gago (Jerez de la Frontera, 1930) fou un pintor andalús que va viure al barri de Bon Pastor de Barcelona. Amb 13 anys va iniciar al seu periple laboral: jornaler a la verema, aprenent de retolació en una impremta i ajudant al taller del seu pare.
L'any 1951 el servei militar el porta a les casernes de Sant Andreu i allà entre permís coneix a la seva futura dona. El 1945, un cop casats, es traslladen a casa dels pares d'ella, al carrer Tallada 21. L'octubre del 1968 marxa a França per millorar les seves condicions laborals i gràcies a un parent que viu a Vichy aconsegueix una feina a l'empresa Guelpa on farà de decorador, pintor i empaperador: allà va trobar l'estabilitat econòmica i professional de la qual no gaudia a Catalunya.
La primera exposició pública de Gago com a artista plàstic es va fer el 1981 a Roanne. Al llarg de deu anys va porta per diverses poblacions Franceses: Montbrison, Saint-Galmier, Vichy, Firminy, Clermond-Ferrant, Avinyó, Camargue i Marsella.
Els detalls de la natura, els paisatges i el sol són les constants de l'obra de Gago. Les tècniques: l'oli, l'aquarel·la, el pastel i l'acrílica.
El 1998 retorna al barri de Bon Pastor. Ben aviat passa a portar el taller de pintura al centre cívic del barri. Ara s'inspira en Barcelona i els paisatges de Castellgalí on té una casa. El novembre del 1999 al Centre Cívic del Bon Pastor, es van mostrar les seves obres.
Gago va ser el pintor encarregat de crear els murals de la Plaça Fèlix Rodríguez de la Fuente com a part de la campanya "Barcelona possa't guapa" del 1985, amb la col·laboració dels veïns del barri. Aquesta campanya, promoguda per l'Ajuntament de Barcelona, tenia com a objectiu millorar el paisatge urbà de la ciutat a través de la rehabilitació de façanes d'edificis i monuments, així com de murs mitjans. Per aquest motiu, els murals de Gago adquireixen valor com a part del sistema espacial de la memòria.